# مایلز (ویسکانسین)
مایلز (به انگلیسی: Miles) یک منطقهٔ مسکونی در ایالات متحده آمریکا است که در ویسکانسین واقع شده‌است. مایلز ۲۰۳٫۹۱ متر بالاتر از سطح دریا واقع شده‌است.